# コパ・ジョアン・アヴェランジェ
コパ・ジョアン・アヴェランジェ (Copa João Havelange) は、ブラジルで2000年に開催されたサッカーの全国リーグ。カンピオナート・ブラジレイロの代替リーグである。

## 概要
発端は1999シーズン1部リーグ (セリエA)に導入された新しい降格制度だった。これは過去2年間のセリエA (1部) 平均成績を参考とするものであり、1998・1999シーズンの2年間の1次リーグ（レギュラーシーズン）の勝ち点を基に、まず (1998シーズンの勝ち点÷23<試合数>) + (1999年度の勝ち点÷21<試合数>) ÷2で計算する (1999シーズン昇格組は (1999シーズンの勝ち点÷21) ÷2で計算) という複雑な方式が採用された。この年は22チームが参加し、その平均勝ち点の19位から下位4チームが次年度のセリエB (2部) 降格ということになった。
ところが、サンパウロFCのサンドロ・ヒロシが出場資格を有しないにもかかわらず年齢詐称で出場したため、ブラジルのスポーツ裁判所はこのサンドロが出場した試合2試合の結果（8月4日 6-1ボタフォゴ・RJ、10月10日 2-2インテルナシオナル）を無効とし、サンパウロFCは没収試合負け（いずれも0-1で対戦相手側の勝ちとみなす）が宣告される「サンドロ・ヒロシ事件」が発生。このことから、没収試合でなければセリエB降格を免れるはずだったSEガマ（同年度15位）がこの平均勝ち点ルールで19位、すなわちセリエB降格となったことで、SEガマが抗議。裁判となり、一般裁判所でこの訴えが認められたため、ブラジルサッカー連盟 (CBF) と対立することになった。
これを受け、CBFは2000年の全国リーグ開催の主催を断念。クラブ側が自主的に主催する形でジョアン・アヴェランジェ・国際サッカー連盟 (FIFA) 元会長の業績を記念した「コパ・ジョアン・アヴェランジェ」を全国リーグの代替として開催することとなった。この大会はCBF非公認ではあるが、「カンピオナート・ブラジレイロ」の第30回大会としてカウントされている。1部リーグに相当するクラスは「ブルー・モジュール」として行われた。

## 仕組み
- 第1次フェーズ (予選リーグ) - 25チーム参加による1回総当り→上位12チームが第2次フェーズ（決勝トーナメント）進出。
- 第2次フェーズ (決勝トーナメント) - 上位12チーム+セリエB (2部) に相当する「イエロー・モジュール」の成績上位3チーム+セリエC (3部) に相当する「グリーン・モジュール」と「ホワイト・モジュール」による代表決定戦を制した1チームの16チームが出場するトーナメント（ホーム・アンド・アウェー）により行い、優勝チームを決める。

## 成績
以下は1部に当たる「ブルーモジュール」の成績である。

### 第1フェーズ
（カッコ数字は勝ち点）
1. クルゼイロ (45)
2. スポルチ (42)
3. フルミネンセ (42)
4. ゴイアス (41)
5. ヴァスコ・ダ・ガマ (39)
6. サンパウロ (39)
7. ポンチ・フレッタ (38)
8. アトレチコ-PR (38)
9. インテルナシオナル (38)
10. グレミオ (37)
11. パルメイラス (37)
12. バイーア (36)
以上12チームと、2部リーグ相当のパラナ、サンカエターノ、レモの3チーム、3部リーグ相当のマルトロンの合計16チームが第2次フェーズ進出
13. グアラニ (35)
14. サントス (33)
15. フラメンゴ (32)
16. ボタフォゴ (32)
17. ポルトゥゲーザ (32)
18. ヴィトーリア (31)
19. アメリカ-MG (27)
20. アトレチコ-MG (27)
21. ジュベントゥージ (26)
22. ガマ (22)
23. コリチーバ (21)
24. コリンチャンス (16)
25. サンタクルス (16)
この年は2001シーズンに2部相当の「イエロー・モジュール」から3チーム（前述。第2次フェーズ進出も決定。その後レモと、4位のパイサンドゥが昇格を辞退し、準々決勝敗退クラブからボタフォゴSPが昇格する形になった）が昇格することになっており、降格チームはなかった。

### 第2フェーズ

#### 1回戦
| チーム1            | 合計    | チーム2            | 第1戦 | 第2戦 |
| ------------------ | ------- | ------------------ | ----- | ----- |
| パラナ             | 4-1     | ゴイアス           | 1-1   | 3-0   |
| インテルナシオナル | 2-1     | アトレチコ-PR      | 0-0   | 2-1   |
| レモ               | 1-3     | スポルチ           | 1-2   | 0-1   |
| マルトロン         | 1-4     | クルゼイロ         | 0-3   | 1-1   |
| サンカエターノ     | 4-3     | フルミネンセ       | 3-3   | 1-0   |
| グレミオ           | (a) 2-2 | ポンチ・フレッタ   | 1-0   | 1-2   |
| バイーア           | 5-6     | ヴァスコ・ダ・ガマ | 3-3   | 2-3   |
| パルメイラス       | 3-2     | サンパウロ         | 1-1   | 2-1   |

#### 準々決勝
| チーム1            | 合計 | チーム2        | 第1戦 | 第2戦 |
| ------------------ | ---- | -------------- | ----- | ----- |
| インテルナシオナル | 3-4  | クルゼイロ     | 1-1   | 2-3   |
| グレミオ           | 3-2  | スポルチ       | 2-1   | 1-1   |
| ヴァスコ・ダ・ガマ | 3-2  | パラナ         | 3-1   | 0-1   |
| パルメイラス       | 5-6  | サンカエターノ | 3-4   | 2-2   |

#### 準決勝
| チーム1            | 合計 | チーム2    | 第1戦 | 第2戦 |
| ------------------ | ---- | ---------- | ----- | ----- |
| サンカエターノ     | 6-3  | グレミオ   | 3-2   | 3-1   |
| ヴァスコ・ダ・ガマ | 5-3  | クルゼイロ | 2-2   | 3-1   |

#### 決勝
| チーム1            | 合計 | チーム2        | 第1戦 | 第2戦 |
| ------------------ | ---- | -------------- | ----- | ----- |
| ヴァスコ・ダ・ガマ | 4-2※ | サンカエターノ | 1-1   | 3-1   |

※決勝は当初2000年12月27日の第1戦は双方1-1の同点で、30日の第2試合の成績で優勝を決める予定だったが、ヴァスコ・ダ・ガマのサポーターが会場のエスタディオ・サン・ジャヌアリオの客席で暴動を起こしたことにより試合が中断。結局そのまま打ち切りとなり、改めて2001年1月18日に再試合を開催した。

## 南米カップ戦出場権
- 以上の結果により、決勝に進出したヴァスコ・ダ・ガマ及びサンカエターノと、コパ・ド・ブラジル（カップ戦）優勝のクルゼイロ、並びにコパ・ドス・カンピオンイス優勝のパルメイラスの4チームが2001年に行われたコパ・リベルタドーレスへの出場を決めた。

## 個人表彰
- 得点王 - ジル (ゴイアス) 、マグノ・アウベス (フルミネンセ) 、ロマーリオ (ヴァスコ・ダ・ガマ) : 3人同時受賞 (20点)
- ボーラ・ジ・オーロ (最優秀選手) - ロマーリオ